# Idiocnemis inornata
Idiocnemis inornata är en trollsländeart som beskrevs av Selys 1878. Idiocnemis inornata ingår i släktet Idiocnemis och familjen flodflicksländor. Inga underarter finns listade i Catalogue of Life.